# Тауридска губернија
Тауридска губернија је била губернија Руске Империје између 1802. и 1917. године. Обухватала је подручје Крима, као и део јужне Украјине северно од Кримског полуострва. Управни центар губерније је био Симферопољ. Пре формирања Тауридске губерније, на овом подручју су постојале Тауридска област (1783—1796) и Новоросијска губернија (1796—1802). До 1820. године, ова губернија је обухватала и подручје Таманског полуострва на југу данашње Русије. Према попису из 1897. године, 42,21% становништва губерније је говорило украјински језик, 27,94% руски, 13,60% татарски и 5,41% немачки. По истом попису, у губернији је било 73,88% православних хришћана и 13,18% муслимана. Након избијања Октобарске револуције 1917. године, област ове губерније је подељена између Кримске Народне Републике на југу и Јекатеринославске губерније на северу.